# Guillaume Larrivé
Pour les articles homonymes, voir Larrivé.
Guillaume Larrivé, né le 24 janvier 1977 à Mulhouse, est un avocat, conseiller d'État, essayiste et homme politique français.
Aujourd'hui vice-président des Républicains, après avoir exercé diverses responsabilités dans les instances de ce parti et de son prédécesseur l'Union pour un mouvement populaire (UMP), il a occupé différents postes au sein de l'exécutif sous les présidences de Jacques Chirac et de Nicolas Sarkozy, ainsi que des mandats locaux : conseiller municipal d'Auxerre de 2008 à 2020, conseiller régional de Bourgogne de 2010 à 2012.
Il a été député à l'Assemblée nationale pendant une décennie, élu en 2012 et réélu en 2017 dans la première circonscription de l'Yonne.
Essayiste, il a consacré quatre livres à la question du pouvoir national : Insoumission (Plon, 2017), Le Coup d'État Macron (L'Observatoire, 2018), La Révolution inachevée (L'Observatoire, 2021) ainsi que Immigrations. L'heure de la décision (L'Observatoire, 2024).

## Biographie

### Jeunesse et formation
Guillaume Larrivé naît le 24 janvier 1977 à Mulhouse, dans une famille de militaires. Fils d'un colonel d'artillerie, Guillaume Larrivé est vers l'âge de dix ans un lecteur assidu du Figaro, adressant au journal des billets ciblant François Mitterrand, tantôt sous son nom, tantôt sous celui de Guillaume Trajan.
Il est diplômé de l'Institut d'études politiques de Paris (promotion 1996), de l'École supérieure des sciences économiques et commerciales (promotion 1998) et ancien élève de l'École nationale d'administration (promotion Copernic), dont il sort septième[pertinence contestée],.

### Parcours professionnel
Entre 1997 et 2000, il est chargé d’études en marketing au poste d’expansion économique de New York, auditeur financier au sein de la société Arthur Andersen, aide de camp du général commandant la doctrine et l’enseignement supérieur de l’Armée de terre ainsi que, à Bruxelles, chargé de mission au cabinet du commissaire européen aux relations extérieures Chris Patten, à la Commission européenne[source insuffisante].
Depuis 2002, il est membre du Conseil d'État. Il est promu maître des requêtes en 2005. Comme la loi le prévoit, il est détaché, en tant que membre du Conseil d'État, pour exercer son mandat parlementaire depuis 2012, puis a été placé en disponibilité. Il est réintégré dans ses fonctions au Conseil d'État depuis le 22 juin 2022.
Avocat à la Cour, il est placé en disponibilité et inscrit au barreau de Paris de 2013 à 2014, avant de demander à être omis du barreau.
Il est également maître de conférences à l'Institut d'études politiques de Paris et a siégé au conseil d'administration de l'École nationale d'administration.
Il est promu conseiller d'État en 2023.

### Dans les cabinets ministériels et à l'Élysée
De juin 2005 à mai 2007, il succède à  Emmanuelle Mignon comme conseiller juridique au cabinet de Nicolas Sarkozy, alors ministre d'État, chargé du ministère de l'Intérieur et de l'Aménagement du territoire.
Au sein du gouvernement Fillon, Guillaume Larrivé est directeur adjoint du cabinet de Brice Hortefeux dans ses différentes fonctions ministérielles : du 26 mai 2007 à 2009, au ministère de l'Immigration, de l'Intégration, de l'Identité nationale et du Développement solidaire, en 2009, au ministère du Travail, des Relations sociales, de la Famille, de la Solidarité et de la Ville et du 25 juin 2009 au 28 février 2011, au ministère de l'Intérieur, de l'Outre-mer, des Collectivités territoriales et de l'Immigration.
Il est, du 9 mars 2011 au 6 mai 2012, conseiller pour les affaires juridiques et institutionnelles à la présidence de la République,.

### Fonctions politiques

#### Mandats locaux
Guillaume Larrivé est conseiller municipal d'Auxerre de 2008 à 2020.
De 2010 à 2012, il siège au conseil régional de Bourgogne, élu sur la liste conduite par François Sauvadet.
Lors de l'élection municipale suivante, en mars 2014, il se présente en tête de liste à Auxerre, avec le soutien de l'UMP et de l'UDI. Il recueille 48,9 % des voix au second tour, face au maire sortant PS Guy Férez, qui est réélu.
En janvier 2019, il annonce ne pas vouloir briguer la mairie d'Auxerre pour l'élection municipale de 2020 en raison du non-cumul des mandats, et soutient la candidature de Crescent Marault, alors maire de Saint-Georges-sur-Baulche,, qui remporte l'élection et devient ainsi le nouveau maire d'Auxerre.

#### À l'Assemblée nationale
Guillaume Larrivé est suppléant de Jean-Pierre Soisson, député de la première circonscription de l'Yonne de 2002 à 2007.
Il se présente à l'élection législative de juin 2012 dans la première circonscription de l'Yonne pour succéder à Jean-Pierre Soisson. Au second tour, soutenu par le Front national, il l'emporte avec 51,64 % des suffrages face à Guy Férez, maire d'Auxerre et candidat du PS. Il devient alors l'un des plus jeunes membres de l'Assemblée nationale.
Il est notamment corapporteur de la loi antiterrorisme de 2014, corapporteur de la loi sur le renseignement en 2015.
Le 18 juin 2017, il est réélu député au second tour avec 52,60 % des suffrages, face à un candidat La République en marche.
Il est brièvement co-rapporteur de la commission d'enquête sur l'affaire Benalla,, du 19 au 26 juillet 2018. Il préside, de 2019 à 2020, la mission d'évaluation du cadre juridique des services de renseignement.
En 2020, il est le seul député du groupe LR à voter la confiance au gouvernement Castex. En 2022, il est éliminé dès le premier tour des élections législatives, en recueillant 22,6 % des suffrages, derrière Florence Loury (Nupes - EELV) et Daniel Grenon (RN), qui se qualifient pour le second tour.

#### Au sein de partis

##### UMP
Au sein de l'UMP, Guillaume Larrivé est nommé secrétaire national en 2013 et directeur national de la campagne des élections européennes de juin 2014,.
Après l'élection de Nicolas Sarkozy à la présidence de l'UMP, celui-ci le nomme secrétaire national chargé de la réforme des institutions.

##### LR
Lors de la création des Républicains, il devient membre du bureau politique. Secrétaire national chargé de l'immigration en juin 2015, il est porte-parole des Républicains de janvier 2016 à décembre 2017[réf. souhaitée]. Secrétaire général de l'Association des amis de Nicolas Sarkozy, il soutient ce dernier pour la primaire présidentielle des Républicains de 2016. Pour le second tour de l'élection présidentielle de 2017 entre Marine Le Pen et Emmanuel Macron, il déclare voter blanc, refusant ainsi le front républicain.
Il parraine Laurent Wauquiez pour le congrès des Républicains de 2017, scrutin lors duquel est élu le président du parti. Il devient, en 2018, secrétaire général délégué des Républicains. La même année, il publie un deuxième livre, consacré à la question du pouvoir national, Le Coup d'État Macron : le prince contre la nation. Il dresse un réquisitoire contre le président de la République, écrivant : « Emmanuel Macron se pense et agit comme le premier président post-national. Le règne macronien fragilise l’État-nation, sous l’effet de trois facteurs délétères : l’européisme, le tribalisme et le transformisme » ; selon le journaliste Pierre-Alain Furbury, le titre fait écho à l'essai Le Coup d'État permanent, publié par François Mitterrand en 1964.
En vue du congrès des Républicains de 2019, il est candidat à la présidence du parti. Il se définit alors comme « libéral national ». Souhaitant une nouvelle organisation du parti, il plaide pour la suppression de la primaire ouverte à la présidentielle, afin de remettre les militants au cœur du mouvement. Il propose également de supprimer l’acquisition automatique de la nationalité française par le droit du sol et de renégocier la Convention européenne des droits de l’homme. La Lettre A indique qu'il « multiplie les rendez-vous avec les intellectuels et hauts fonctionnaires de droite, tout en ciblant les réseaux qui avaient porté Nicolas Sarkozy au pouvoir en 2007 ». Il arrive troisième du scrutin, obtenant 16,14 % des voix.
En février 2020, sans quitter LR, il lance son propre mouvement, La France demain. L'Opinion note alors qu'il cherche à acquérir une « totale indépendance ».
Il est pressenti pour intégrer le gouvernement Jean Castex comme ministre début juillet 2020, mais n’est finalement pas retenu. Seul député LR à voter la confiance au nouveau gouvernement, Guillaume Larrivé voit ensuite son nom cité pour devenir secrétaire d’État auprès d’Éric Dupond-Moretti, mais celui-ci s’y oppose,.
Guillaume Larrivé déclare voter pour Valérie Pécresse à l'élection présidentielle de 2022 mais appelle à une alliance entre LR et LREM en cas d'élimination de Valérie Pécresse au premier tour de l'élection présidentielle, constatant « de fortes convergences » entre les deux partis. Il explique qu'il aurait préféré voter pour Nicolas Sarkozy. Il continue par la suite de plaider pour une « majorité d'unité, d'action » autour d'Emmanuel Macron.
Proche d'Éric Ciotti, président du parti LR depuis 2022, ce dernier le nomme conseiller politique. Il contribue à faire de la question de l'immigration l'axe principal du discours des LR.
Après l’élection de Bruno Retailleau à la tête du parti, il devient vice-président des Républicains.

### Autres activités
Dépeint comme un « dandy de droite » par le journaliste Patrick Roger, il a pour auteurs favoris Pierre Drieu La Rochelle, suivi d'Albert Cohen.
Au piano, il joue de la musique classique et du jazz.
Il tient depuis septembre 2022 une chronique mensuelle dans L'Opinion.
Il est membre du comité de rédaction de la revue Commentaire, fondée par Raymond Aron et dirigée par Jean-Claude Casanova.

## Ouvrages
- Insoumission : pour que vive la nation, Paris, Plon, 2017 (ISBN 978-2-259-25214-0).
- Le Coup d'État Macron : le prince contre la nation, Paris, éditions de l'Observatoire, 2018 (ISBN 979-1-032-90513-5).
- La Révolution inachevée, Paris, éditions de l'Observatoire, 2021 (ISBN 979-1-032-92199-9).
- Immigrations. L’heure de la décision, Paris, éditions de l'Observatoire, 2024 (ISBN 9791032928592).

## Décorations
- Médaille de la Défense nationale, échelon bronze (1999)